# Gratitud
La gratitud és un sentiment positiu que experimenta la persona que ha rebut un bé o un favor d'una altra persona. Inclou un deute moral cap a aquella persona i el reconeixement de la vàlua de la seva ajuda. La gratitud reforça els llaços socials, ja que lliga els individus per les seves accions i, per tant, reforça el sentiment de pertinença. La persona que rep la gratitud millora la seva autoestima, perquè veu valorats els seus actes. Segons la psicoanàlisi, és el sentiment oposat a l'enveja (Melanie Klein).
Formalment, es pot expressar la gratitud amb fórmules de cortesia, com "gràcies". S'usa després de demanar un favor o donar una ordre (amb la fórmula de "si us plau") per expressar l'evidència que el desig ha estat satisfet. El donant respon "de res" per treure importància al deute, ja que una gratitud excessiva pot desembocar en emocions negatives, en el sentit que la persona ajudada pensa que ha de pagar el deute i està intranquil·la fins que ho aconsegueix o bé experimenta sentiment d'inferioritat.
En el context religiós, hi ha pregàries específiques per agrair la divinitat els seus dons (començant pel de la vida) i fins i tot festivitats (com el Dia d'acció de gràcies), que poden incloure ofrenes i càntics.